# Fernando Alvira
Fernando Alvira Banzo (Huesca, 17 de mayo de 1947) es un pintor y profesor español, vicepresidente de la Academia de Bellas Artes de San Luis y exdirector del Instituto de Estudios Altoaragoneses, es licenciado en Bellas Artes por la Universidad de Barcelona y doctorado en Historia del Arte por la Universidad de Zaragoza.

## Biografía
Nacido en Huesca el 17 de mayo de 1947, se licenció en Bellas Artes en la Universidad de Barcelona. Su primera exposición individual fue en diciembre de 1967, en el antiguo edificio de la Diputación de Huesca.
Durante años ha estudiado a los artistas altoaragoneses de los siglos xix y xx, como Félix Lafuente o León Abadías, publicando varios libros sobre el tema.
En el año 2000 se convirtió en director del Instituto de Estudios Altoaragoneses. Desde 2009 es vicepresidente primero de la Academia de Bellas Artes de San Luís. El año 2020 abandonó su cargo como director del IEA. El año 2022 realizó una exposición en el Palacio de Montemuzo inspirada en las obras de Goya.  Alrededor de su carrera ha realizado más de cien exposiciones.